# Refrakcja molowa
Refrakcja molowa – wielkość określająca polaryzację jednego mola substancji w polu elektromagnetycznym. Jest związana z polaryzacją cząsteczek substancji zgodnie ze wzorem
{\displaystyle R={\frac {4}{3}}\pi N_{A}\alpha ,}
gdzie:
{\displaystyle R} – refrakcja molowa,
{\displaystyle N_{A}} – liczba Avogadra,
{\displaystyle \alpha } – średnia polaryzowalność jednej cząsteczki.
Jednostką refrakcji molowej w układzie SI jest m³/mol. Dla większości znanych związków chemicznych jej wartość zawiera się w granicach 10–50 cm³/mol.
Jest wielkością addytywną, dla związku chemicznego refrakcja jest sumą refrakcji atomowych i refrakcji grup atomów i wiązań, a ponadto zależy od sposobu ich rozmieszczenia i rodzaju wiązań między atomami. W przypadku mieszanin (np. roztworów) refrakcja jest też sumą refrakcji składników, co można zapisać
{\displaystyle R=x_{A}R_{A}+x_{B}R_{B}+\dots ,}
gdzie indeksy {\displaystyle A,B\dots } odnoszą się do kolejnych składników mieszaniny, a {\displaystyle x_{i}} oznacza ułamek molowy i-tego składnika.
W przypadku cieczy, a tym bardziej ciał stałych, można przyjąć, że refrakcja molowa jest w przybliżeniu wielkością stałą i charakterystyczną dla danego związku. Zależy jedynie od długości fali świetlnej, dla której jest wyznaczana wartość współczynnika załamania światła.
W istocie refrakcja molowa zależy od temperatury i ciśnienia, ponieważ jest funkcją koncentracji cząsteczek, co szczególnie silnie uwidacznia się w przypadku gazów.
Dla światła wzór Lorentza-Lorenza określa związek refrakcji molowej ze współczynnikiem załamania światła (współczynnikiem refrakcji):
{\displaystyle R=V_{m}{\frac {n^{2}-1}{n^{2}+2}},}
gdzie:
{\displaystyle V_{m}} – objętość molowa ośrodka,
{\displaystyle n} – współczynnik załamania światła.